# Orkuta
Orkuta (szlovákul Orkucany) Kisszeben városrésze, egykor önálló község Szlovákiában, az Eperjesi kerület Kisszebeni járásában.

## Fekvése
Eperjestől 16 km-re északnyugatra, a Tarca bal partján fekszik. Kisszeben déli végét alkotja.

## Története
A 18. század végén Vályi András így ír róla: „ORKUTA. Orkutsáni. Elegyes Magyar, és tót falu Sáros Várm. földes Ura Szeben Városa, lakosai katolikusok, fekszik Szebennek szomszédságában, mellynek filiája, határja termékeny, réttye, legelője középszerű, a’ Szebeni piatzhoz közel van, Eperjestől sints meszsze, mannájok elég terem.”
Fényes Elek 1851-ben kiadott geográfiai szótárában így ír a faluról: „Okruta, Orkukani, tót falu, Sáros vmegyében, a Tarcza mellett, Szebenhez 1/4 órányira: 169 kath., 13 gör. kath., 281 evang. lak. Mind rétje, mind földe első osztálybeli. F. u. Szeben városa. Ut. p. Eperjes.”
A trianoni diktátumig Sáros vármegye Kisszebeni járásához tartozott.
Az orkutai vérvád helyszíne 1764-ben. 

## Népessége
1880-ban 442 szlovák és egy magyar anyanyelvű lakta.
1890-ben 437 szlovák anyanyelvű lakosa volt.
1900-ban itt 465 szlovák és egy magyar anyanyelvű élt.
1910-ben 433 szlovák és 49 magyar anyanyelvű lakta.
1921-ben 464 csehszlovák lakosa volt.
1930-ban 593 csehszlovák és egy magyar lakta.

## Külső hivatkozások
- Orkuta Szlovákia térképén

## Lásd még
- Kisszeben